# Тіхіліваддай (Грама Ніладхарі)
Грама Ніладхарі Тіхіліваддай (№ 200A) — Грама Ніладхарі підрозділу ОС Південний Коралай-Патту, округ Баттікалоа, Східна провінція, Шрі-Ланка.